# Zodarion fulvonigrum
Zodarion fulvonigrum là một loài nhện trong họ Zodariidae.
Loài này thuộc chi Zodarion. Zodarion fulvonigrum được Eugène Simon miêu tả năm 1874.